# Daniela Melchior
Daniela Melchior (Almada, 1 de noviembre de 1996) es una actriz portuguesa de cine y televisión. Hizo su debut en 2014 en la serie de televisión Mulheres. Es conocida por interpretar a Cleo Cazo/Ratcatcher 2 en la película The Suicide Squad de 2021.

## Carrera
Melchior comenzó su carrera artística a los 17 años en varias producciones de cine y televisión portuguesas, entre ellas Mulheres (2014-2015), Ouro Verde (2017) y A Herdeira (2018), e hizo su debut en cine en el largometraje The Black Book de Valeria Sarmiento, basado en la novela de Camilo Castelo Branco. También proporcionó la voz portuguesa para el personaje Spider-Woman/Gwen Stacy en la película animada Spider-Man: Into the Spider-Verse.
En 2021, Melchior interpretó a Cleo Cazo/Ratcatcher 2 en la película The Suicide Squad (2021), de James Gunn, en su primera película en inglés trabajando en Estados Unidos.

## Filmografía

### Cine
| Año  | Título                          | Rol                    | Director(a)               |
| ---- | ------------------------------- | ---------------------- | ------------------------- |
| 2018 | The Black Book                  | La Fille               | Valeria Sarmiento         |
| 2018 | Parque Mayer                    | Deolinda               | António-Pedro Vasconcelos |
| 2021 | The Suicide Squad               | Cleo Cazo/Ratcatcher 2 | James Gunn                |
| 2022 | Marlowe                         | Lynn Peterson          | Neil Jordan               |
| 2023 | Guardianes de la Galaxia vol. 3 | Ura                    | James Gunn                |
| 2023 | Fast & Furious 10               | Isabel Neves           | Louis Leterrier           |
| 2024 | Assassin Club                   | Sophie                 | Camille Delamarre         |
| 2024 | Road House                      | Ellie                  | Doug Liman                |

### Televisión
| Año       | Título        | Rol                           | Notas         |
| --------- | ------------- | ----------------------------- | ------------- |
| 2014-2015 | Mulheres      | Viviana Gomes                 | 316 episodios |
| 2016      | Massa Fresca  | Carminho Santiago             | 68 episodios  |
| 2017      | Ouro Verde    | Cláudia                       | 221 episodios |
| 2018      | A Herdeira    | Ariana Franco/Marcela Gusmano | 190 episodios |
| 2018-2019 | Valor da Vida | Isabel Vasconcellos           | 200 episodios |
| 2021      | Pecado        | Maria Manuel                  | 6 episodios   |

## Premios y nominaciones
| Año  | Premio             | Categoría                                  | Trabajo nominado | Resultado | Ref(s) |
| ---- | ------------------ | ------------------------------------------ | ---------------- | --------- | ------ |
| 2019 | CinEuphoria Awards | Mejor actriz - Competencia nacional        | Parque Mayer     | Nominada  | [ 9 ]  |
| 2019 | CinEuphoria Awards | Mejor reparto - Competencia nacional       | Parque Mayer     | Nominada  | [ 9 ]  |
| 2019 | Premios Sophia     | Mejor interpretación femenina protagonista | Parque Mayer     | Nominada  | [ 10 ] |
| 2019 | Prémios Fantastic  | Mejor actriz protagonista                  | Parque Mayer     | Ganadora  | [ 11 ] |